# Youssef al-Alawi Abdullah
Youssef al-Alawi Abdullah (en arabe : يوسف بن علوي بن عبد الله), né en 1945 à Salalah, est un homme politique omanais. Il est ministre des Affaires étrangères de 1982 à 2020.
Al-Alawi a étudié et travaillé à Koweït. Dans les années 1970, il a rencontré sultan Qabus ibn Said pour la première fois, peu après son arrivée au pouvoir. De 1973 à 1974, il est ambassadeur à Beyrouth et devient secrétaire d'État en 1974.

## Source
- OMAN - Yusef Bin Alawi Bin Abdullah., AllBusiness.com, 21 février 2000 (anglais)